# Мартынов, Николай Соломонович

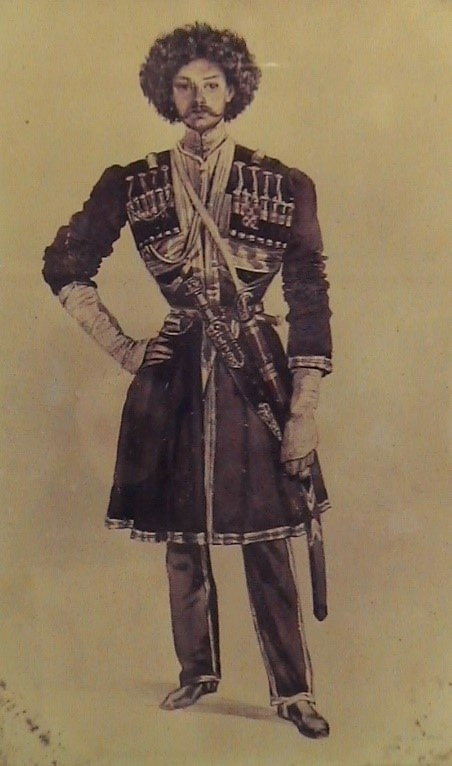
Портрет Николая Соломоновича Мартынова в кавказском костюме Гребенского казачьего полка. Акварель Григория Гагарина 1840-х гг.

Никола́й Соломо́нович Марты́нов (9 октября 1815, Нижний Новгород — 25 декабря 1875, Московский уезд, Московская губерния) — отставной майор, участник Кавказских походов, вошедший в историю литературы как соперник Михаила Лермонтова на его второй дуэли, кончившейся смертью последнего.

## Биография
Представитель богатого рода Мартыновых, владевшего подмосковной усадьбой Иевлево-Знаменское (в дер. Иевлево, ныне Солнечногорского района). Сын статского советника Соломона Михайловича Мартынова (ум. 1839) и его жены Елизаветы Михайловны, урождённой Тарновской. Семья Мартыновых была большой, четыре сына и четыре дочери. Двоюродный брат Мартынова — автор исторических романов М. Н. Загоскин.
Николай Мартынов «получил прекрасное образование, был человек весьма начитанный и с ранней молодости писал стихи». Он почти одновременно с Лермонтовым поступил в школу юнкеров, где был обычным партнёром поэта по фехтованию на эспадронах. Прослужив некоторое время в Кавалергардском полку, Мартынов в 1837 году отправился добровольцем на Кавказ и участвовал в экспедиции кавказского отряда за Кубань. Был награждён орденом Св. Анны 3-й степени с бантом. К моменту ссоры с Лермонтовым имел чин майора в отставке.
Стихотворные и прозаические художественные произведения Мартынова немногочисленны: поэма «Герзель-аул», в которой усматривается подражание «Валерику» Лермонтова и вместе с тем полемика с ним, повесть «Гуаша» опять-таки с чертами полемики в адрес Лермонтова и его «Героя нашего времени», ряд стихотворений — оригинальных и переводных. «…Его стихи нашли бы место среди массы посредственных стихов, печатавшихся в то время… Писал он, по-видимому, легко, язык свободный, ритм и рифмы почти всегда безошибочны… Иногда Мартынов склонен и к серьёзным размышлениям», — писал исследователь О. П. Попов. Вместе с тем Мартынову присущи (и проявляются в его текстах) повышенное самолюбие, нетерпимость к иному мнению, определённая жестокость характера.
По воспоминаниям, Лермонтов в Пятигорске иронизировал над романтической «прозой» Мартынова и его стихами. Мартынов же с обидой считал себя (неизвестно, насколько обоснованно) прототипом Грушницкого в «Герое нашего времени». Лермонтову приписывается два экспромта 1841 года, высмеивающих Мартынова: «Наш друг Мартыш не Соломон» и «Скинь бешмет свой, друг Мартыш», а Мартынову — подобная же эпиграмма «Mon cher Michel». После этого, по мнению Мартынова, Лермонтов не раз выставлял его шутом и совершенно извёл насмешками.
Подобные, но более резкие взаимные колкости и случайная остановка музыки, из-за чего оскорбительное окончание реплики Лермонтова стало слышно всему залу, послужили поводом вызова Мартыновым Лермонтова на дуэль (13 июля 1841 года в доме Верзилиных); в 6 часов вечера 15 (27) июля дуэль состоялась, и М. Ю. Лермонтов был смертельно ранен.
Подробности столкновения и дуэли были в значительной степени скрыты и мистифицированы Мартыновым и секундантами обоих дуэлянтов перед военным судом, и не все её детали к настоящему времени реконструированы достаточно надёжно. Версия о том, что поэт был сражён не им, а якобы скрывшимся в кустах стрелком (такая версия бытовала в 1950—1970 годы), основанная на не вполне обычном угле между входным и выходным отверстиями сквозной раны, не подтверждена.
За дуэль Мартынов был приговорён военно-полевым судом к разжалованию и лишению всех прав состояния, однако по окончательному приговору, конфирмованному Николаем I, приговорён к трёхмесячному аресту на гауптвахте и церковному покаянию (в течение нескольких лет отбывал епитимию в Киеве). Впоследствии написал воспоминания о дуэли.
Н. С. Мартынов умер в возрасте 60 лет и был похоронен в фамильном склепе рядом со Знаменской церковью в селе Иевлево. Его могила не сохранилась, так как в 1924 году в усадьбу переселилась Алексеевская школьная колония МОНО, ученики которой в порыве мести за убийство Лермонтова разорили склеп, а останки Мартынова утопили в ближайшем пруду. Воспитателем детей, а затем заведующим колонией был Иван Иванович Гудов.

## В художественной литературе
- Мартынов выведен в романе Б. А. Садовского «Пшеница и плевелы»[5]. К моменту написания романа (1936—1941) Садовской пересмотрел своё ранее отрицательное отношение к Мартынову и роман написан с симпатией к Мартынову — «скромные ценности „обывательского“ идеала становятся для Садовского по меньшей мере равнозначны и равновелики ценностям жизни не рядовой»[6].
- Мартынов — герой повести Б. А. Пильняка «Штосс в жизнь» (1928). В третьей части этого произведения даётся подробное описание интерьера усадьбы Знаменское.
- Мартынов также является героем повести А. Родина «Каинова печать (Записки Н. С. Мартынова)» (М.: СП «Слово», 1991).

## В кинематографе
- 1986 — художественный фильм «Лермонтов» (режиссёр Николай Бурляев) — роль Мартынова исполнил Юрий Мороз.
- 2014 — документальный фильм «Лермонтов» (режиссёр Максим Беспалый) — роль Мартынова исполнил Александр Лимин.